# Sclerophrys latifrons
Amietophrynus latifrons és una espècie de gripau de la família dels bufònids.
Va ser descrit com Bufo latifrons per George Albert Boulenger el 1900. Va ser reclassificat el 2006 en el gènere Amietophrynus i una segona vegada el 2016 en el gènere del Sclerophrys.

## Descripció
Té una corona sense crestes òssies; musell curt, rom; l'espai interorbitari és lleugerament còncava, més ample que la parpella superior; timpà, diferent, tres cinquenes parts del diàmetre de l'ull. Primer dit molt més llarg del segon; dits dels peus amt mitja membrana interdigital. L'articulació tarso-metatarsiana arriba a la vora anterior de l'ull. Parts superiors amb berrugues irregulars, algunes de les quals poden ser cònica; parotoides el·líptics, feblement prominents, més aviat indistints.
Es de color marró olivejant al dors, amb o sense una línia vertebral groguenca, amb marques negres més o menys simètriques; extremitats amb barres transversals fosques; taques rosa brillant a la part posterior de les cuixes; més baix parts blanques brutes, gola grisenc, pit amb petites taques grisenques.
Mesura fins a 73 mm.

## Distribució
Viu a Camerun, República del Congo, República Democràtica del Congo, Guinea Equatorial, Gabon i, possiblement a Angola i Nigèria. Viu al sòl de bosc tropical humit de baixa altitud, sovint a prop dels rierols. Requereix un dosser arbori tancat no lluny de platges riberenques de grava. No sobreviu en hàbitats secundaris. Es reprodueix en zones tranquil·les de grans rierols a l'estació seca.
La Unió Internacional per la Conservació de la Natura la classificat en la categoria de risc mínim d'extinció. La població minva per la desforestació i altres activitats humanes.